# 短尾鶯
短尾鶯（学名：Urosphena squameiceps）为樹鶯科短尾鶯屬下的一个种。此物種於1863年由羅伯特·斯文豪首次描述。牠們繁殖於韓國、滿洲和日本，冬季遷徙至中國南部和東南亞北部。其天然棲地為溫帶森林。

## 描述
這是一種尾巴短小的小型鳥類。雄性和雌性在顏色上相似，剛離巢的幼鳥也一樣；牠們全身呈棕色，下部顏色較淺，並有較深的棕色羽冠和眼線。

## 分佈與棲地
繁殖期的短尾鶯分布於東北亞部分地區；非繁殖期則在包括台灣、中國東南部、尼泊爾和菲律賓在內的東南亞部分地區活動，偏好常綠闊葉林或低地針葉林的灌叢棲地。

## 行為

### 聲音
繁殖期的雄鳥會發出高音的shee-shee-shee-shee或cee-cee-cee，而雌雄鳥都會發出類似chott-chott-chott的叫聲。

## 扩展阅读
- 維基物種上的相關：短尾鶯

1. ↑   (PDF). bird research.   [17 August 2016]. （原始内容存档 (PDF)于2023-08-01）.
2. ↑  . Handbook of the Birds of the World.   [17 August 2016].